# Fonts baptismaux de Tramain

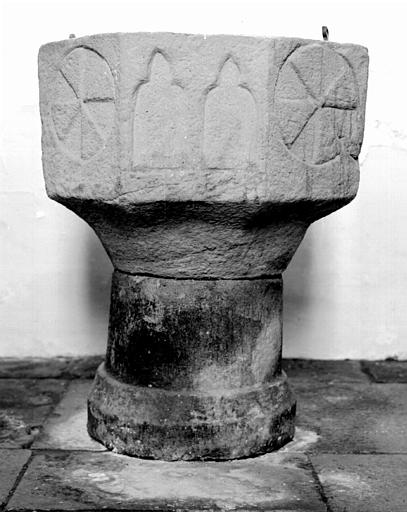
Fonts baptismaux de Tramain

Les fonts baptismaux de l'église Notre-Dame-et-Saint-Étienne à Tramain, une commune du département des Côtes-d'Armor dans la région Bretagne en France, datent du XIVe siècle. Les fonts baptismaux sont classés monuments historiques au titre d'objet depuis le 28 février 1950.   
Cette cuve octogonale en pierre provient de l'édifice précédent. Elle est décorée avec des bas-reliefs. 